# Saint-Orens-de-Gameville
Saint-Orens-de-Gameville ist eine in den letzten Jahrzehnten des 20. Jahrhunderts entstandene Kleinstadt und eine südfranzösische Gemeinde (commune) mit 14.229 Einwohnern (Stand: 1. Januar 2022) im Département Haute-Garonne in der Region Okzitanien.

## Lage und Klima
Durch die circa 160 m hoch gelegene Gemeinde fließt die Marcaissonne; die Sausse bildet die nördliche Gemeindegrenze. Die Großstadt Toulouse ist nur etwa zwölf Kilometer (Fahrtstrecke) in nordwestlicher Richtung entfernt. Der 214 m hohe Hügel Escaudou ist die höchste Erhebung der Gemeinde. Das Klima ist gemäßigt; Regen (ca. 705 mm/Jahr) fällt übers Jahr verteilt.

## Bevölkerungsentwicklung
| Jahr      | 1800 | 1851 | 1901 | 1954 | 1999   | 2016   |
| Einwohner | 451  | 676  | 631  | 674  | 10.991 | 11.520 |

Die Bevölkerung der Gemeinde ist seit den 1960er Jahren vor allem wegen der Nähe zum Großraum Toulouse enorm gewachsen.

## Geschichte
Im Ortsteil Cayras wurden vereinzelte römische Keramikscherben entdeckt. Der Name der Gemeinde geht auf den wahrscheinlich in Huesca (Osca) geborenen und später als heilig verehrten Bischof Orientius von Auch zurück, der im Jahr 438 bei Toulouse ein göttliches Wunder im Kampf gegen römische Truppen unter dem Feldherren Aëtius wirkte, schließlich aber doch gefangen genommen wurde und vermutlich im Jahr darauf den Märtyrertod starb. An der Stelle der Schlacht wurde zu seiner Ehre eine Kirche errichtet. Die Gemeinde selbst wurde erst im Jahr 1790 aus den Dörfern Cayras, Gameville und Lantourville gebildet.

## Sehenswürdigkeiten

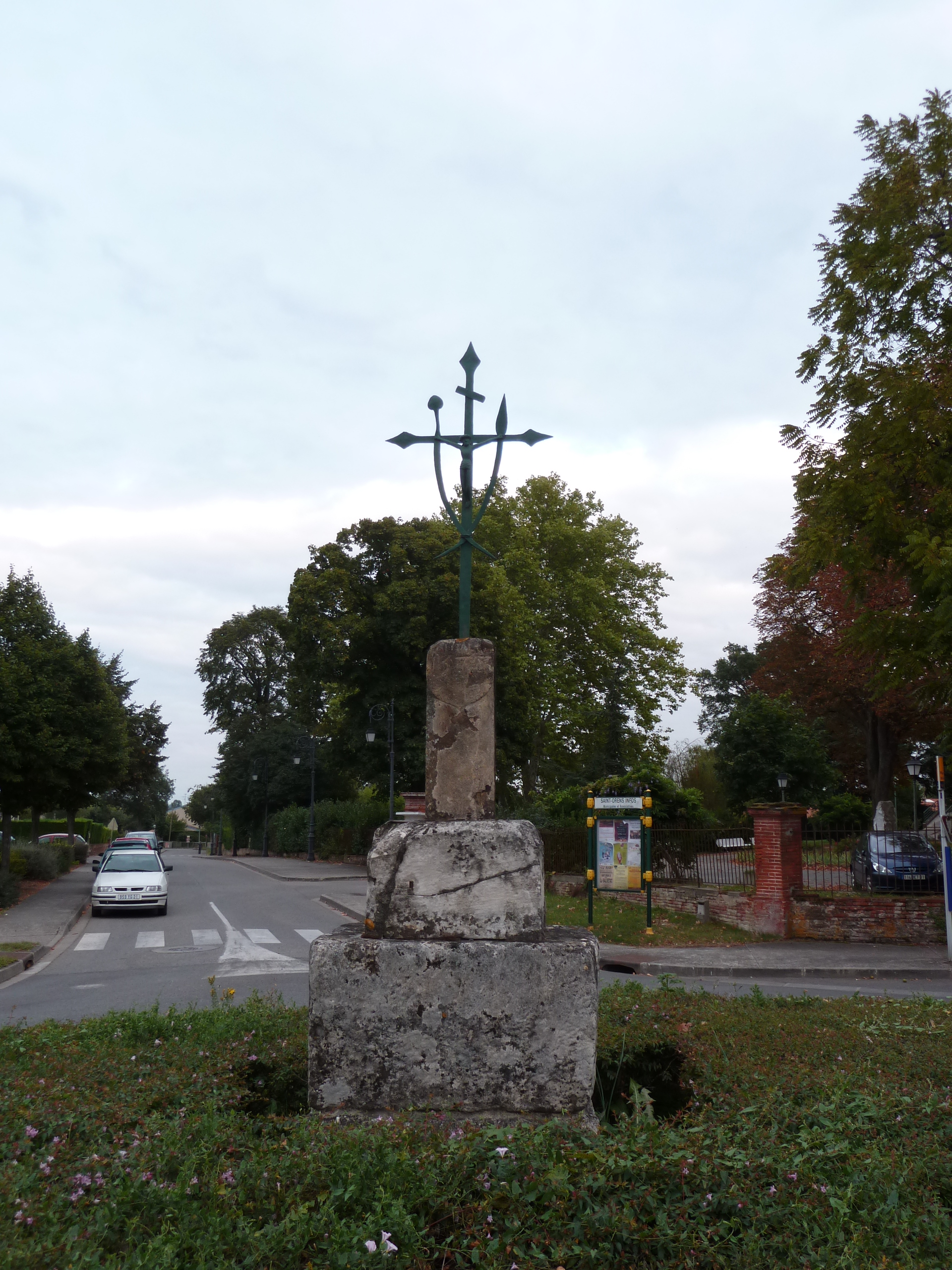
Kreuz von Saint-Orens

- Die ganz aus Ziegelsteinen errichtete Kirche Saint-Orens stammt aus der Zeit um 1500; sie steht auf dem ehemaligen Friedhof. Der schlichte gotische Bau verfügt über einen Glockengiebel (clocher mur), ein Südportal und eine Apsis mit Kalottenwölbung.
- Ein schmiedeeisernes Kreuz aus dem Jahr 1578 steht auf einem aus großen übereinander geschichteten Steinblöcken bestehenden Sockel auf dem zentralen Platz (heute Kreisverkehr) des Ortes; es ist seit dem Jahr 1965 als Monument historique eingetragen.[3] (siehe auch Stadtwappen)
- Das Château Catala aus dem 17. Jahrhundert ist ebenfalls zur Gänze aus Ziegelsteinen erbaut; es dient heute als Kulturzentrum.[4]
- Eine Wassermühle (Moulin de Quint) befindet sich am Flüsschen Sausse circa einen Kilometer nördlich des Ortes. Sie stammt wahrscheinlich aus dem 17. Jahrhundert.
- Zu Beginn des 21. Jahrhunderts wurde eine protestantische Kirche (temple) erbaut.